# John Lawson (ontdekkingsreiziger)
John Lawson (±1674 - 1711) was een Britse ontdekkingsreiziger, avonturier en schrijver. Hij speelde een belangrijke rol in de koloniale geschiedenis van North Carolina, in het bijzonder bij de stichting van de eerst twee permanente Europese vestigingen, Bath en New Bern. 

## Biografie
Over Lawsons jeugd is weinig bekend. Vermoedelijk genoot hij veel maatschappelijk aanzien. Al jongeman zeilde hij naar de Britse kolonies in Noord-Amerika, waar hij op 15 augustus 1700 in Charleston aankwam. Op 28 december 1700 begon hij aan een kleine kano-expeditie langs de Santee River, waarbij hij de omgeving en de vele inheemse stammen nauwkeurig observeerde. Hij legde enkele honderden kilometers af door de wildernis en eindigde zijn reis bij de monding van Pamlico River, waar hij zich vestigde als landmeetkundige. In 1705 werd hij aangesteld als plaatsvervangend Lord Proprietor. In 1708 volgde hij Edward Moseley op als Surveyor-General.
In 1709 publiceerde Lawson een verslag van zijn ontdekkingsreizen, getiteld A New Voyage to Carolina.. Dit boek was meteen een groot succes, en werd verschillende malen herdrukt en in het Duits en Frans vertaald. 
In september 1711 werd Lawson samen met zijn metgezel Christopher von Graffenried terwijl ze de Neuse opvoeren door Tuscarora gevangengenomen. Von Graffenried werd vrijgelaten, maar Lawson werd gemarteld en gedood. De spanning die als gevolg hiervan tussen de kolonisten en de inheemse bevolking ontstond leidde kort daarna tot een bloedig conflict, dat bekend is geworden als de Tuscarora-oorlog.